# 鲁原
鲁原（1920年11月—1998年3月），原名马书屏，汉族，河北安新人。中华人民共和国政治人物。

## 生平
1941年9月参加革命，1945年9月加入中国共产党。历任安新县文建会干事，白洋淀剧社社长，徐水孤庄营敌占区小学教员(做地下工作)，安新县政府民教科科员，霸县政府教育科科长，霸县一区区长，新城县文教科科长，原保定专署文教科科员、民政科副科长、复员办公室主任、人事科副科长，定州师范学校党总支书记兼校长，原河北省保定地区第二师范学校党支部副书记兼革委会副主任，保定滑翔学校党支部副书记兼副校长。1981年2月至1983年8月，任保定师范专科学校副校长、党总支委员。1984年12月离休。1998年3月18日去世，享年79岁。